# Andreas Zingerle
Pour les articles homonymes, voir Zingerle.
Andreas Zingerle, né le 25 novembre 1961 à Rasun Anterselva, est un biathlète italien. Il est champion du monde de l'individuel en 1993 et médaillé olympique en relais. Il devient plus tard entraîneur et policier.

## Biographie
Membre des Carabinieri, Andreas Zingerle commence sa carrière en 1979 et fait ses débuts internationaux en 1982, se classant douzième du sprint des Championnats du monde à Minsk. En 1983, il court les Championnats du monde à domicile dans sa ville natale d'Antholz, obtenant son tout premier top dix avec le neuvième rang à l'individuel. Il court ses premiers Jeux olympiques en 1984, où il est notamment neuvième de l'individuel et cinquième du relais. Ses premiers podiums interviennent en 1986, lorsqu'il est médaillé de bronze en relais aux Championnats du monde à Holmenkollen, puis troisième de l'individuel de Lahti comptant pour la Coupe du monde. En 1988, il est médaillé de bronze aux Jeux olympiques de Calgary en relais avec Werner Kiem, Gottlieb Taschler et Johann Passler.
En 1990, il devient finalement champion du monde de relais, avant de remporter sa première victoire individuelle en Coupe du monde à Kontiolahti.
Lors de la saison suivante, il signe quatre podiums individuels sur des lieux différents, menant à une troisième place au classement général. Aux Championnats du monde à Lahti, il est échoue deux fois au pied du podium (quatrième).
En début d'année 1992, il remporte sa deuxième victoire en Coupe du monde sur l'individuel de Ruhpolding, avant sa troisième participation aux Jeux olympiques à Albertville, où septième (sprint) et quatrième (relais) sont ses meilleurs résultats. Il retrouve le podium et la victoire sur l'individuel d'Oberhof en janvier 1993, puis devient champion du monde de cette discipline à Borovets devant deux Russes (Sergeï Tarasov et Sergeï Tchepikov). Il est sacré pour la deuxième fois champion du monde de relais, en compagnie de Wilfried Pallhuber, Pieralberto Carrara et Johann Passler.
En 1994, il participe à ses quatrièmes Jeux olympiques, à Lillehammer où il se classe notamment sixième de l'individuel. Les autres temps forts de la saison sont son podium sur l'individuel de Ruhpolding en Coupe du monde et le titre de champion du monde par équipes. 
Sa carrière internationale s'achève en 1995, après une saison où il n'obtient qu'un seul podium, une deuxième place en relais à Bad Gastein.
En 2018, il est désigné nouvel entraîneur en chef de l'équipe italienne.

### Vie privée
Il est le père de Linda Zingerle qui pratique également le biathlon.

## Palmarès

### Jeux olympiques d'hiver
| Épreuve / Édition   | Individuel | Sprint | Relais                              |
| ------------------- | ---------- | ------ | ----------------------------------- |
| JO 1984 Sarajevo    | 9e         | 29e    | 5e                                  |
| JO 1988 Calgary     | DSQ        | 15e    | Médaille de bronze, Jeux olympiques |
| JO 1992 Albertville | 17e        | 7e     | 4e                                  |
| JO 1994 Lillehammer | 6e         | 44e    | 6e                                  |

### Championnats du monde
| Épreuve     | 1982 à Minsk                     | 1983 à Antholz                   | 1985 à Ruhpolding                | 1986 à Oslo                        | 1987 à Lake Placid               | 1989 à Feistritz | 1990 à Minsk, Oslo et Kontiolahti | 1991 à Lahti | 1992 à Novossibirsk | 1993 à Borovets               | 1994 à Canmore                | 1995 à Antholz |
| ----------- | -------------------------------- | -------------------------------- | -------------------------------- | ---------------------------------- | -------------------------------- | ---------------- | --------------------------------- | ------------ | ------------------- | ----------------------------- | ----------------------------- | -------------- |
| Individuel  |                                  | 9e                               | 27e                              | 9e                                 | 11e                              | 5e               | 5e                                | 8e           | JO Albertville      | Médaille d'or, Coupe du Monde | JO Lillehammer                | 64e            |
| Sprint      | 12e                              | 22e                              | 9e                               | 13e                                | 14e                              | 10e              | 7e                                | 4e           | JO Albertville      | 10e                           | JO Lillehammer                | -              |
| Relais      |                                  | 10e                              | 8e                               | Médaille de bronze, Coupe du Monde | 8e                               | 4e               | Médaille d'or, Coupe du Monde     | 4e           | JO Albertville      | Médaille d'or, Coupe du Monde | JO Lillehammer                | -              |
| Par équipes | Épreuve inexistante à cette date | Épreuve inexistante à cette date | Épreuve inexistante à cette date | Épreuve inexistante à cette date   | Épreuve inexistante à cette date | -                | 9e                                | -            | 8e                  | -                             | Médaille d'or, Coupe du Monde | 10e            |

### Coupe du monde
- Meilleur classement général : 3e en 1991.
- 14 podiums individuels : 4 victoires, 4 deuxièmes places et 6 troisièmes places.
- 6 victoires en relais.

#### Liste des victoires
4 victoires
| Saison                | Date            | Lieu                | Discipline                               |
| --------------------- | --------------- | ------------------- | ---------------------------------------- |
| 1989–1990 1 victoire  | 17 mars 1990    | Kontiolahti         | 10 km sprint                             |
| 1991-1992 1 victoire  | 16 janvier 1992 | Ruhpolding          | 20 km individuel                         |
| 1992–1993 2 victoires | 14 janvier 1993 | Ridnaun-Val Ridanna | 20 km individuel                         |
| 1992–1993 2 victoires | 11 février 1993 | Borovets            | 20 km individuel (Championnats du monde) |

#### Classements annuels
| Année | Classement général final |
| 1983  | 29e                      |
| 1984  |                          |
| 1985  | 16e                      |
| 1986  | 6e                       |
| 1987  |                          |
| 1988  | 5e                       |
| 1989  | 8e                       |
| 1990  | 5e                       |
| 1991  | 3e                       |
| 1992  | 6e                       |
| 1993  | 15e                      |
| 1994  | 9e                       |